# Чугай, Дарья Александровна
Дарья Александровна Чугай (1 марта 1997, Грязи, Липецкая область) — российская футболистка, защитник.

## Биография
Родилась 1 марта 1997 года в городе Грязи Липецкой области.
Мать Даши отдала её в школу искусств — хотела, чтобы дочь занималась игрой на пианино. Девочку это не интересовало, она любила футбол. Со временем, мать смирилась с выбором Даши. Некоторое время занималась хореографией.
Окончила в родном городе школу № 4. Своим спортивным кумиром называет защитника женской сборной Германии по футболу Леони Майер.
В 2017 году окончила училище олимпийского резерва. По состоянию на декабрь 2016 года училась в Московской государственной академии физической культуры.

## Клубная карьера
Футболом начала заниматься в местном клубе «Олимпия» в возрасте девяти лет. Первый тренер — Дмитрий Валерьевич Павлов.
Числилась в молодёжной команде клуба «Зоркий» из Красногорска.
Взрослую карьеру начала в московском ЦСКА. В чемпионате России 2016 сыграла 7 матчей.
В сезоне 2017 выступала за команду «Россиянка» из Химок. Сыграла 14 матчей в чемпионате.
Перед началом сезона-2018 вернулась в ЦСКА. В сезоне 2018 сыграла 2 матча в чемпионате. В 2019 году провела один матч, в котором появилась на поле на последней минуте, её команда по итогам сезона стала чемпионом России. По окончании сезона спортсменка завершила карьеру.23 сентября 2020 года родила мальчика. 

## В сборной
Играла за сборные России до 17 и до 19 лет.

## Достижения
ЦСКА
- Чемпионка России: 2019.

## Клубная статистика
| Выступление      | Выступление      | Выступление      | Чемпионат | Чемпионат | Кубки | Кубки | Еврокубки | Еврокубки | Прочие | Прочие | Итого | Итого |
| Клуб             | Лига             | Сезон            | Игры      | Голы      | Игры  | Голы  | Игры      | Голы      | Игры   | Голы   | Игры  | Голы  |
| ---------------- | ---------------- | ---------------- | --------- | --------- | ----- | ----- | --------- | --------- | ------ | ------ | ----- | ----- |
| ЦСКА             | Высший дивизион  | 2016             | 7         | 0         | 0     | 0     | 0         | 0         | 0      | 0      | 7     | 0     |
| ЦСКА             | Итого            | Итого            | 7         | 0         | 0     | 0     | 0         | 0         | 0      | 0      | 7     | 0     |
| Россиянка        | Высший дивизион  | 2017             | 14        | 0         | 0     | 0     | 2         | 0         | 0      | 0      | 16    | 0     |
| Россиянка        | Итого            | Итого            | 14        | 0         | 0     | 0     | 2         | 0         | 0      | 0      | 16    | 0     |
| ЦСКА             | Высший дивизион  | 2018             | 2         | 0         | 0     | 0     | 0         | 0         | 0      | 0      | 2     | 0     |
| ЦСКА             | Высший дивизион  | 2019             | 1         | 0         | 0     | 0     | 0         | 0         | 0      | 0      | 1     | 0     |
| ЦСКА             | Итого            | Итого            | 3         | 0         | 0     | 0     | 0         | 0         | 0      | 0      | 3     | 0     |
| Всего за карьеру | Всего за карьеру | Всего за карьеру | 24        | 0         | 0     | 0     | 2         | 0         | 0      | 0      | 26    | 0     |

по состоянию на 17 декабря 2019